# متسلق الأخشاب طويل الذيل
متسلق الأخشاب طويل الذيل (الاسم العلمي: Deconychura longicauda)، نوع من الطيور المنتمية إلى فصيلة الفرنارية. وهو نوع أحادي الطراز من جنس Deconychura. ولكن في السابق كان هذا النوع يشمل متسلق الأخشاب بقعي الحنجرة.
أعطانه في بوليفيا والبرازيل وكولومبيا وكوستاريكا والإكوادور وغيانا الفرنسية وغيانا وهندوراس وبنما وبيرو وسورينام وفنزويلا. موئله الطبيعي هي غابات الأراضي الرطبة شبه الاستوائية أو الاستوائية.